# П'ятий Парк (зупинний пункт)
П'я́тий Парк — пасажирський зупинний пункт Львівського залізничного вузла Львівської дирекції залізничних перевезень Львівської залізниці на електрифікованій лінії Львів — Мостиська ІІ, за 3 км від головного залізничного вокзалу Львова. Розташований у мікрорайоні Левандівка Залізничного району Львова, який вважається місцем компактного поселення залізничників. Поруч із зупинним пунктом розташований лісопарк Білогорща (П'ятий Парк).

## Історія
Рух цією залізничною лінією було відкрито 4 листопада 1861 року, одночасно з відкриттям руху поїздів першою Галицькою залізницею Львів — Перемишль, однієї з перших залізниць на теренах сучасної України. Дата відкриття зупинного пункту наразі не встановлена, однак відбулося це не пізніше 1862 року.
У 1962 році зупинний пункт електрифікований постійним струмом (=3 кВ) в складі дільниці Львів — Стрий.
2 липня 2011 року, під час маневрів, поруч із зупинним пунктом зійшов з колії та впав з мосту на вулицю Курмановича один з вагонів приміського електропоїзда «Георгій Кірпа».

## Пасажирське сполучення
На платформі П'ятий парк зупиняються приміські електропоїзди сполученням Львів — Мостиська ІІ / Шкло-Старжиська та у зворотному напрямку.

## Галерея

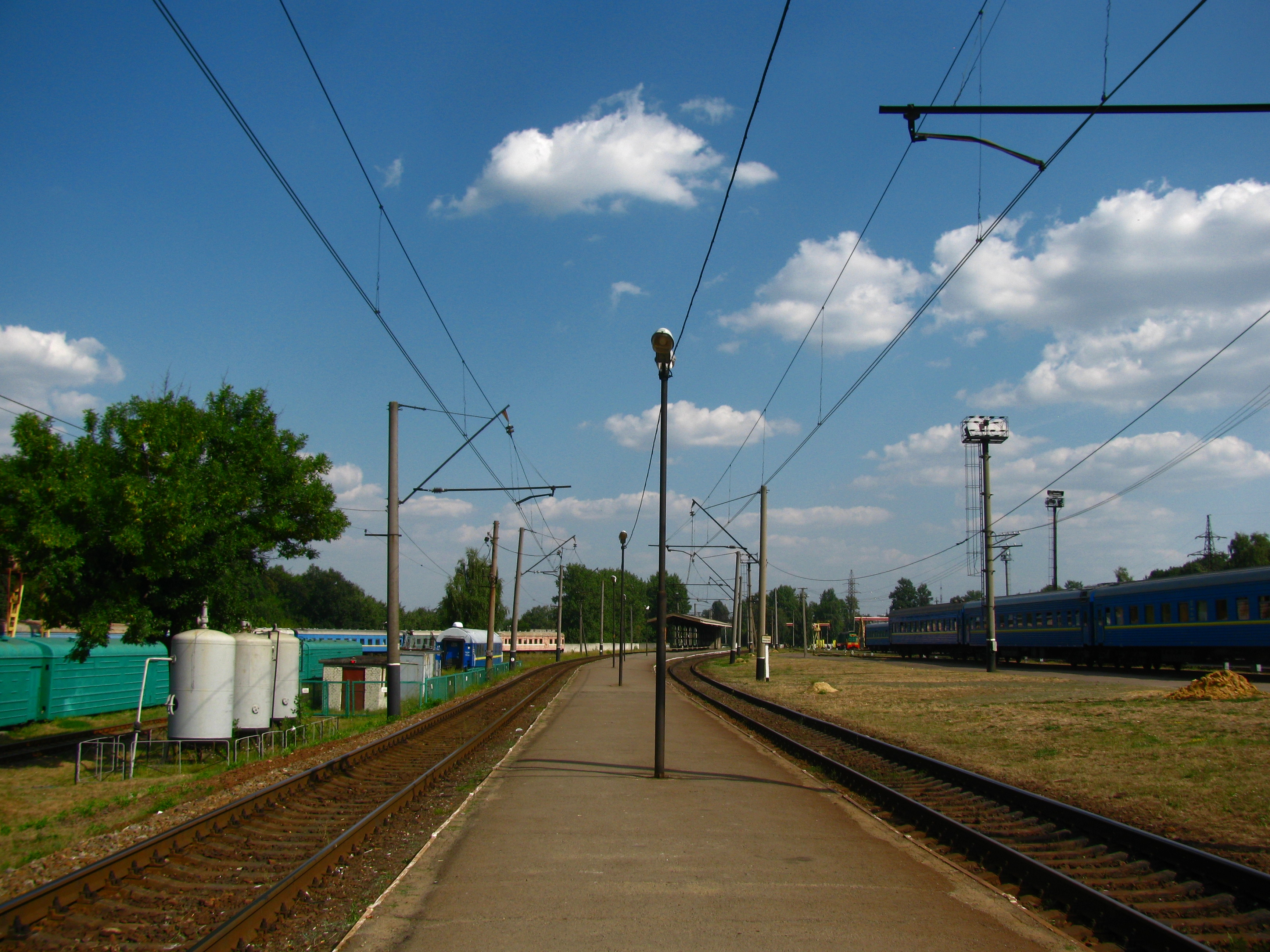
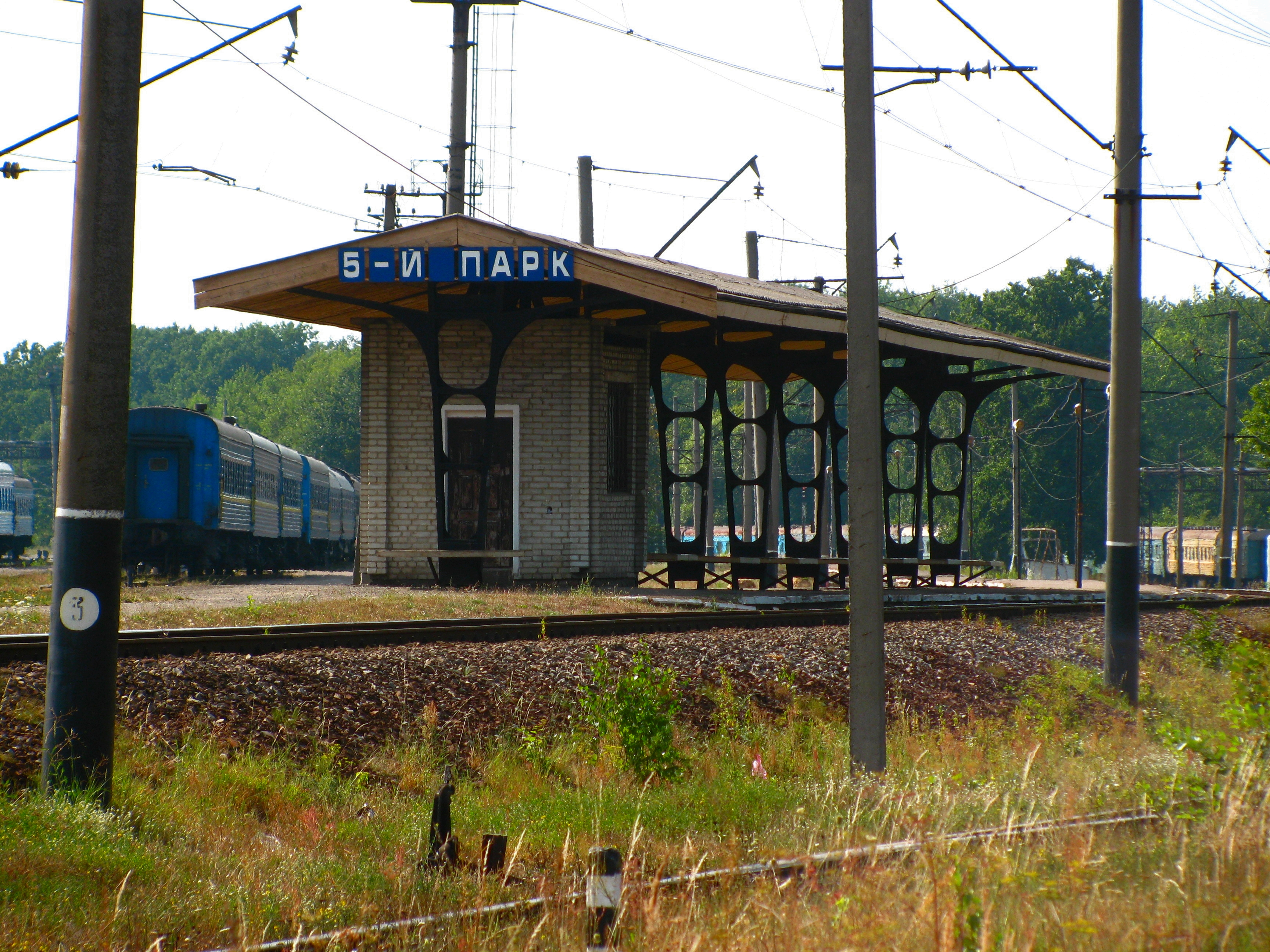
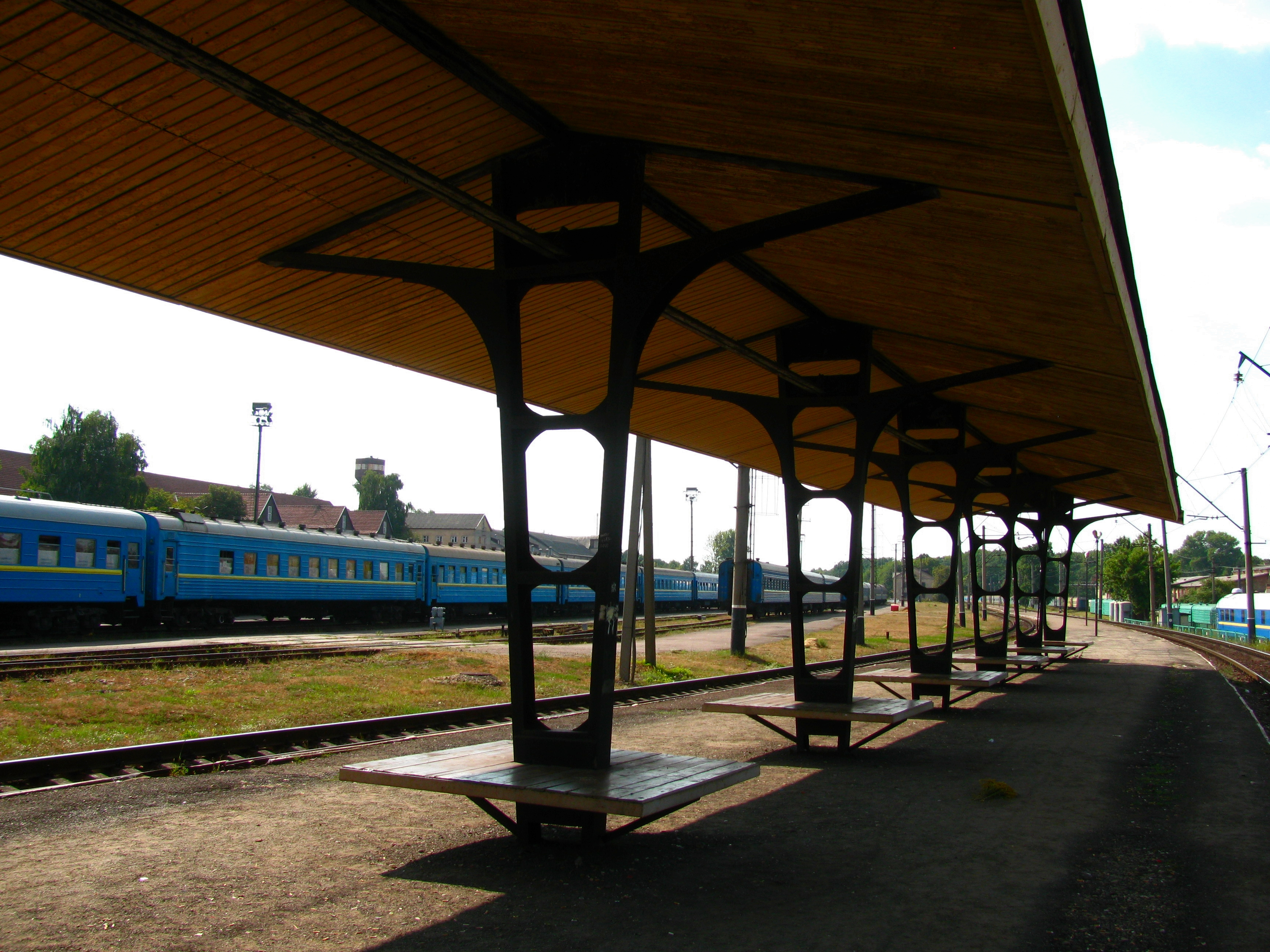
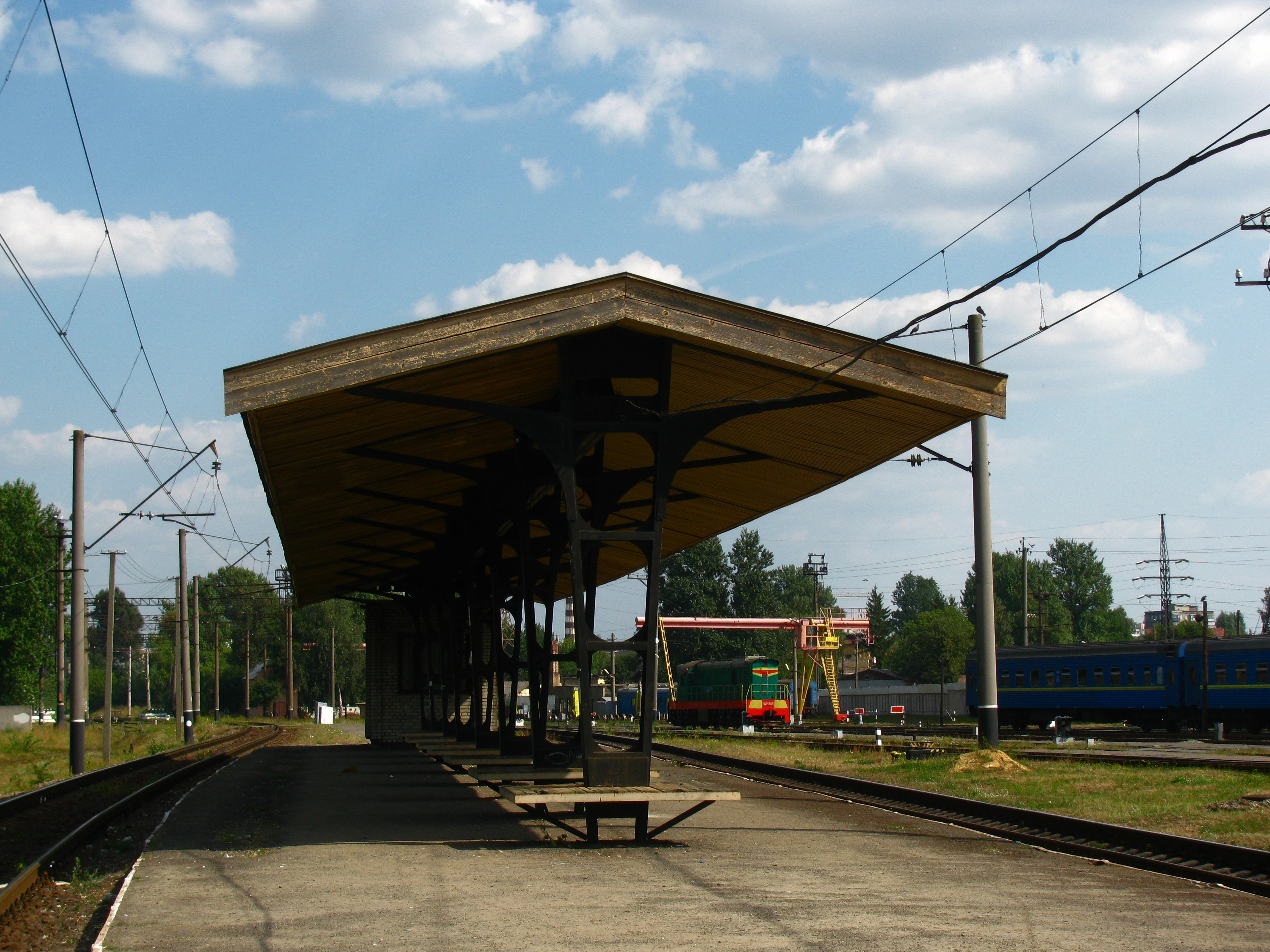
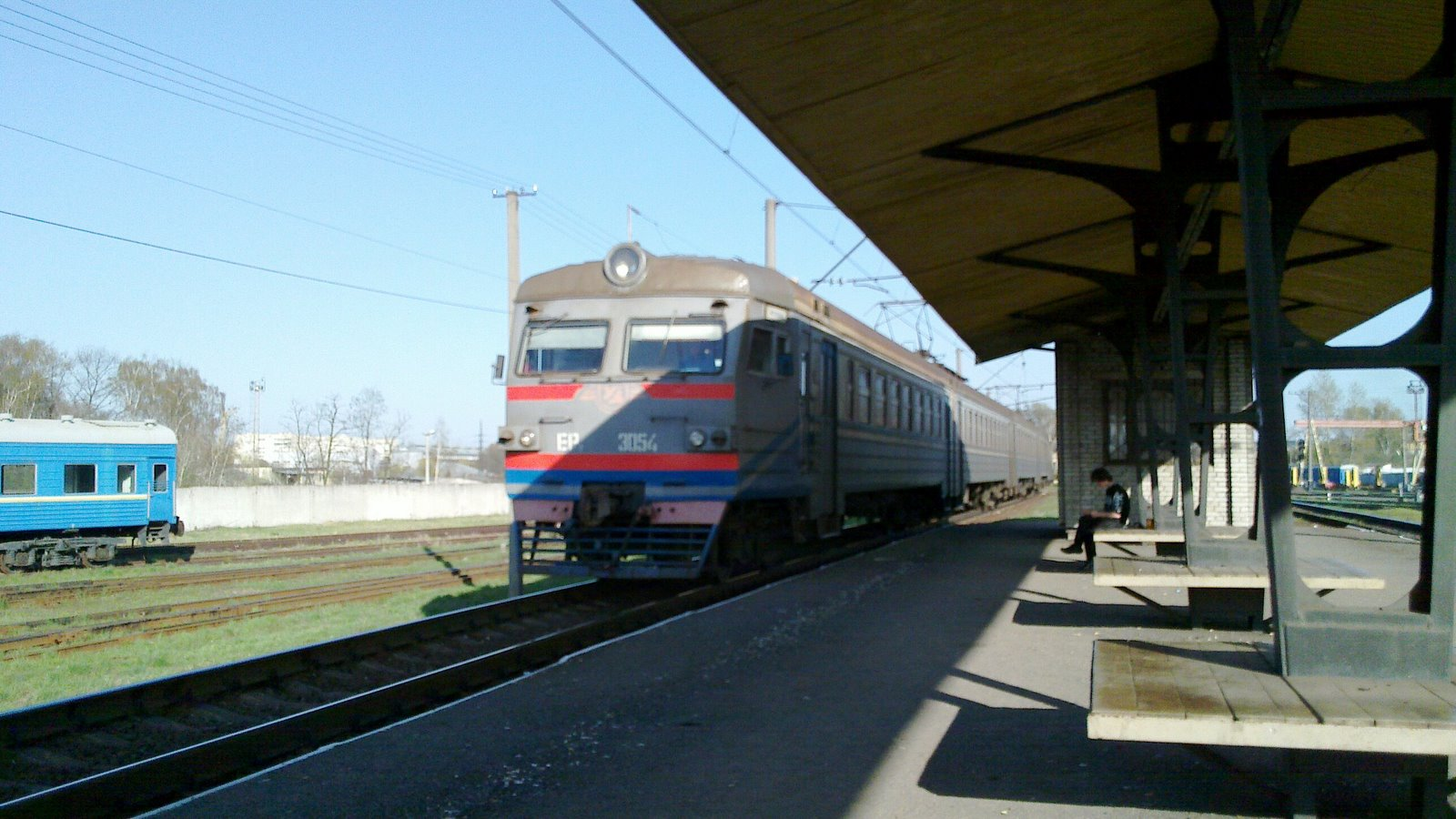
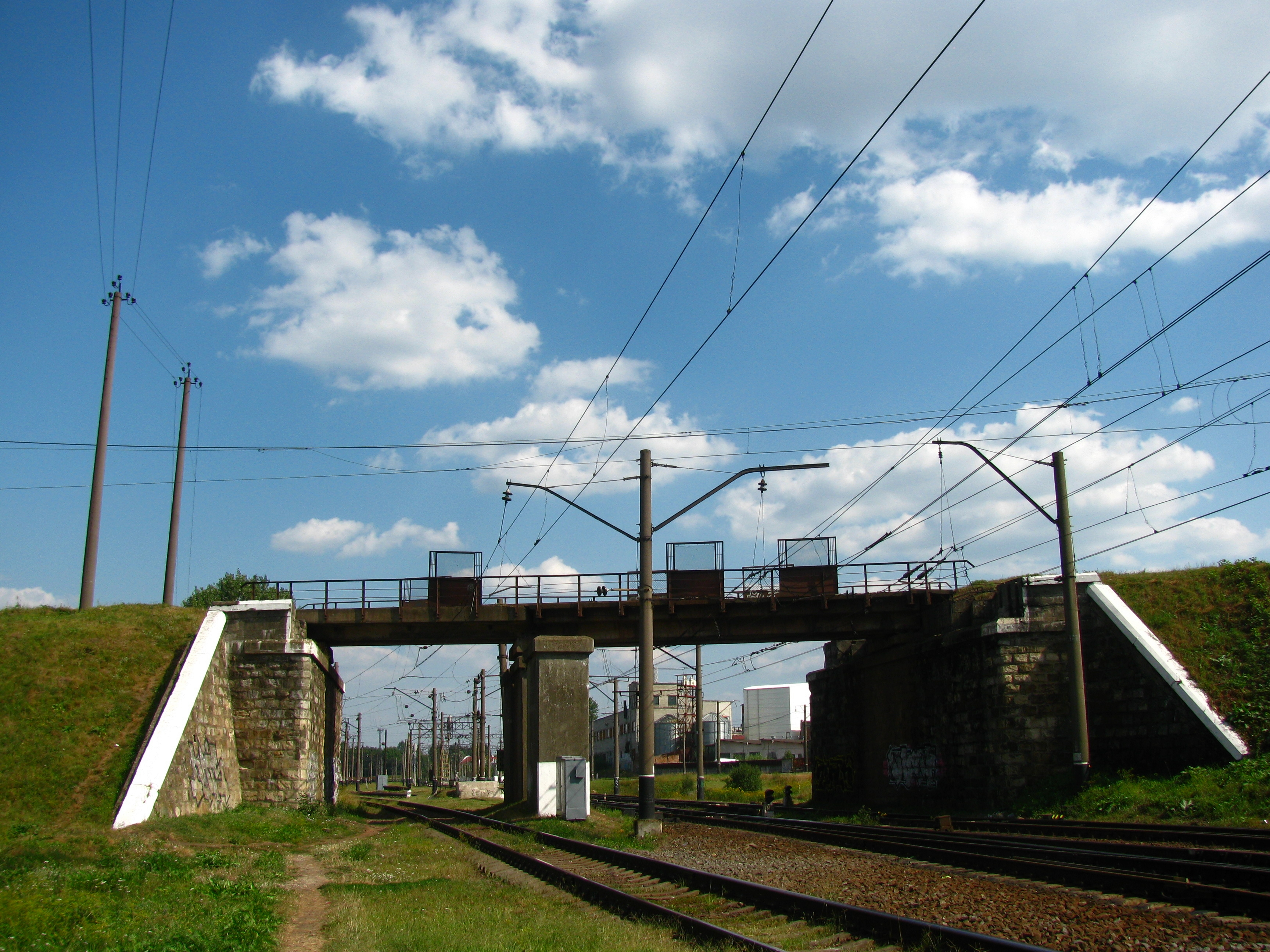
Шляхопровід біля зупинного пункту